# Kim Jae-hong
 (décembre 2023).
La mise en forme du texte ne suit pas les recommandations de Wikipédia : il faut le « wikifier ».
Les points d'amélioration suivants sont les cas les plus fréquents. Le détail des points à revoir est peut-être précisé sur la page de discussion.
- Les titres sont pré-formatés par le logiciel. Ils ne sont ni en capitales, ni en gras.
- Le texte ne doit pas être écrit en capitales (les noms de famille non plus), ni en gras, ni en italique, ni en « petit »…
- Le gras n'est utilisé que pour surligner le titre de l'article dans l'introduction, une seule fois.
- L'italique est rarement utilisé : mots en langue étrangère, titres d'œuvres, noms de bateaux, etc.
- Les citations ne sont pas en italique mais en corps de texte normal. Elles sont entourées par des guillemets français : « et ».
- Les listes à puces sont à éviter, des paragraphes rédigés étant largement préférés. Les tableaux sont à réserver à la présentation de données structurées (résultats, etc.).
- Les appels de note de bas de page (petits chiffres en exposant, introduits par l'outil «  Source ») sont à placer entre la fin de phrase et le point final[comme ça].
- Les liens internes (vers d'autres articles de Wikipédia) sont à choisir avec parcimonie. Créez des liens vers des articles approfondissant le sujet. Les termes génériques sans rapport avec le sujet sont à éviter, ainsi que les répétitions de liens vers un même terme.
- Les liens externes sont à placer uniquement dans une section « Liens externes », à la fin de l'article. Ces liens sont à choisir avec parcimonie suivant les règles définies. Si un lien sert de source à l'article, son insertion dans le texte est à faire par les notes de bas de page.
- La présentation des références doit suivre les conventions bibliographiques. Il est recommandé d'utiliser les modèles {{Ouvrage}}, {{Chapitre}}, {{Article}}, {{Lien web}} et/ou {{Bibliographie}}. Le mode d'édition visuel peut mettre en forme automatiquement les références.
- Insérer une infobox (cadre d'informations à droite) n'est pas obligatoire pour parachever la mise en page.

Pour une aide détaillée, merci de consulter Aide:Wikification.
Si vous pensez que ces points ont été résolus, vous pouvez retirer ce bandeau et améliorer la mise en forme d'un autre article.
Kim Jae-hong, né le 14 février 1958, est un auteur-illustrateur sud-coréen de livres pour la jeunesse.

## Biographie
Kim Jae-hong a présenté, dans de nombreuses expositions personnelles et de groupe, son univers artistique en lequel « les êtres humains et la nature ne font qu’un ». Son premier album Les enfants de la rivière Dong (original : donggangui aideul) a remporté en Suisse le prix international du livre Espace enfants en 2004.[réf. nécessaire]
Écrit par Kim Jin-Kyeong, il illustre L’École des chats (original : goyangi hakgyo), qui a reçu en France en 2006 le prix des Incorruptibles : il était le seul titre d’Orient retenu dans la catégorie « CM2/6e » de ce prix français. Pour ce livre, Kim Jae-hong a été invité au festival du livre de Paris,. 
Son album Le parapluie vert (original : yeongiui binirusan) a remporté, quant à lui, le Prix du Jury Enfants à la Biennale d'illustration de Bratislava en 2007,.

## Œuvres
- Les Animaux tués sur la route : il n’y a plus de route pour nous (rodeukil uri giri eopseojyeosseoyo), Spoonbook (Corée du Sud), 2013,  (ISBN 978-89-93260-85-4)
- Jae-Hong Kim, Yeong-Hee Lim et Françoise Nagel, Dans le bois, Picquier jeunesse, coll. « Picquier jeunesse », 2007 (ISBN 978-2-87730-954-7)
- Jae-Hong Kim, Les enfants de la rivière Dong, les Portes du monde, 2005 (ISBN 978-2-84746-099-5, lire en ligne)
- Les Enfants de la rivière Dong, Picquier Jeunesse (France), 2008,  (ISBN 9782809700251)
- かわべのトンイとスニ, 小学館 (Japon), 2007,  (ISBN 978-4097262053)
- Les Enfants de la rivière : Dong, Les Portes du Monde (France), 2005,  (ISBN 9782847460995)
- Cet automne-là (original : geuhae gaeul), texte de Kwon Jeong-saeng et Yoo Eun-sil, Changbi (Corée du Sud), 2018,  (ISBN 978-89-364-5533-0)
- Le Parapluie vert[5] (original : Yeongieu vinylusan), texte français de Michèle Moreau, Didier jeunesse, 2008  (ISBN 9782278058785)
- L’École des chats, tome 5 : la montagne des âmes, Philippe Picquier (France), 2006,  (ISBN 9782877309066)
- L’École des chats, tome 4 : je te sauverai des ténèbres, Philippe Picquier (France), 2006,  (ISBN 9782877308786)
- L’École des chats, tome 3 : la prophétie se réalise (original : goyangi hakgyo 3 : sijakdoen yeeon), texte de Kim Jin-Kyeong, Munhakdongne (Corée du Sud), 2001,  (ISBN 978-89-546-8634-1)
- L’École des chats, tome 3 : la prophétie se réalise, Philippe Picquier (France), 2005,  (ISBN 9782877307956)
- L’École des chats, tome 2 : le cadeau magique (original : goyangi hakgyo 2 : mabeobui seonmul), texte de Kim Jin-Kyeong, Munhakdongne (Corée du Sud), 2001,  (ISBN 978-89-546-2670-5)
- L’École des chats, tome 2 : le cadeau magique, Philippe Picquier (France), 2005,  (ISBN 978-2877307697)
- L’École des chats, tome 1 : le secret de la grotte de cristal (original : goyangi hakgyo 1 : sujeongdonggurui bimil), texte de Kim Jin-Kyeong, Munhakdongne (Corée du Sud), 2001,  (ISBN 978-89-546-8632-7)
- L’École des chats, tome 1 : Le secret de la grotte de cristal, Philippe Picquier (France), 2004,  (ISBN 9782877307390)
- L’École des chats : volumes 1, 2 et 3, Philippe Picquier (France), 2022, (ISBN 9782877309769)

## Prix et distinctions
- 2007 : Prix du Jury Enfants à la Biennale d'illustration de Bratislava[6],[7], pour Le parapluie vert (original : yeongiui binirusan)
- 2006 : Prix des Incorruptibles[1], en France, pour L’École des chats (original : goyangi hakgyo)
- 2004 : Prix international du livre Espace enfants, en Suisse, pour Les enfants de la rivière (original : donggangui aideul)